# Fred Tatasciore
Fred Tatasciore (New York, 13 giugno 1967) è un doppiatore statunitense.

## Filmografia parziale

### Cinema
- Team America: World Police, regia di Trey Parker (2004)
- Final Fantasy VII: Advent Children, regia di Tetsuya Nomura e Takeshi Nozue (2005)
- Ultimate Avengers, regia di Curt Geda e Steven E. Gordon (2006)
- Uno zoo in fuga (The Wild), regia di Steve "Spaz" Williams (2006)
- Ultimate Avengers 2, regia di Will Meugniot e Dick Sebast (2006)
- Ant Bully - Una vita da formica (The Ant Bully), regia di John A. Davis (2006)
- Barnyard - Il cortile (Barnyard), regia di Steve Oedekerk (2006)
- Wrestlemaniac, regia di Jesse Baget (2006)
- L'invincibile Iron Man (The Invincible Iron Man), regia di Patrick Archibald e Jay Oliva (2007)
- TMNT, regia di Kevin Munroe (2007)
- Dottor Strange - Il mago supremo (Doctor Strange: The Sorcerer Supreme), regia di Patrick Archibald, Jay Oliva, Dick Sebast, Frank Paur (2007)
- Come d'incanto (Enchanted), regia di Kevin Lima (2007)
- Madagascar 2 (Madagascar: Escape 2 Africa), regia di Eric Darnell e Tom McGrath (2008)
- Garfield a zampa libera (Garfield Gets Real), regia di Mark A.Z. Dippé (2009)
- 9, regia di Shane Acker (2009)
- Hellraiser: Revelations, regia di Victor Garcìa (2011)
- Kung Fu Panda 2, regia di Jennifer Yuh (2011)
- Outback (The Outback), regia di Kyung Ho Lee (2012)
- Planes, regia di Klay Hall (2013)
- Frozen - Il regno di ghiaccio (Frozen), regia di Chris Buck e Jennifer Lee (2013)
- Planes 2 - Missione antincendio, regia di Bobs Gannaway (2014)
- Kung Fu Panda 3, regia di Jennifer Yuh e Alessandro Carloni (2016)
- Resident Evil: Vendetta (Biohazard: Vendetta), regia di Takanori Tsujimoto (2017)
- Capitan Mutanda - Il film (Captain Underpants: The First Epic Movie), regia di David Soren (2017)
- Gli eroi del Natale (The Star), regia di Timothy Reckart (2017)
- Hotel Transylvania 3 - Una vacanza mostruosa (Hotel Transylvania 3: Summer Vacation), regia di Genndy Tartakovsky (2017)
- Teen Titans Go! Il film (Teen Titans Go! To the Movies), regia di Aaron Horvath e Peter Rida Michail (2018)
- Batman: Hush, regia di Justin Copeland (2019)
- Space Jam: New Legends (Space Jam: A New Legacy), regia di Malcolm D. Lee (2021)

### Televisione
- Avatar - La leggenda di Aang (Avatar: The Last Airbender) – serie animata, episodio 2x03 (2006)
- Ben 10 – serie animata, 23 episodi (2006-2008)

- A scuola con l'imperatore (The Emperor's New School) – serie animata, 13 episodi (2006)
- Afro Samurai – miniserie animata, 2 puntate (2007)
- Naruto – serie animata, 33 episodi (2007-2016) – edizione statunitense
- Barnyard - Ritorno al cortile (Back at the Barnyard) – serie animata, 24 episodi (2007-2011)
- Star Wars: The Clone Wars – serie animata, episodio 4x04 (2012)
- Teenage Mutant Ninja Turtles - Tartarughe Ninja (Teenage Mutant Ninja Turtles) – serie animata, 21 episodi (2013-2017)
- DuckTales – serie animata, 7 episodi (2017-2019)
- Blood of Zeus – serie animata, 4 episodi (2020)
- Star Trek: Lower Decks – serie animata (2020-in corso)
- Invincible – serie animata, 3 episodi (2021)
- Hit-Monkey – serie animata, 10 episodi (2021)
- Pluto – serie animata (2023) – edizione statunitense
- Star Wars: Skeleton Crew – serie TV, 6 episodi (2024-2025)
- Secret Level – serie animata, episodi 1x04 e 1x15 (2024)

### Videogiochi
- X-Men: Next Dimension (2002)
- X-Men 2: La vendetta di Wolverine (2003)
- Terminator 3: Le macchine ribelli (2003)
- Jet Li: Rise to Honour (2004)
- Lineage II (2004)
- Van Helsing (2004)
- Tales of Symphonia (2004)
- Ghosthunter (2004)
- The Bard's Tale (2004)
- SpongeBob SquarePants: Il film (2004)
- Ratchet & Clank 3 (2004)
- Spyro: A Hero's Tail (2004)
- EverQuest II (2004)
- Vampire: The Masquerade - Bloodlines (2004)
- Metal Gear Solid 3: Snake Eater (2004)
- Viewtiful Joe 2 (2004)
- Il Signore degli Anelli: La battaglia per la Terra di Mezzo (2004)
- Brave: Alla ricerca dello Spirito Danzante (2005)
- I Fantastici Quattro (2005)
- God of War (2005)
- Twisted Metal: Head-On (2005)
- S.W.A.T. 4 (2005)
- Jade Empire (2005)
- Predator: Concrete Jungle (2005)
- Madagascar (2005)
- Epic Wubbzy (2005)
- Batman Begins (2005)
- Conker: Live & Reloaded (2005)
- Destroy All Humans! (2005)
- The Incredible Hulk: Ultimate Destruction (2005)
- Scooby-Doo! Unmasked (2005)
- Tom Clancy's Rainbow Six: Lockdown (2005)
- Evil Dead: Regeneration (2005)
- Dungeons & Dragons: Dragonshard (2005)
- The Matrix: Path of Neo (2005)
- Neopets: The Darkest Faerie (2005)
- True Crime: New York City (2005)
- Age of Empires III: Age of Discovery (2005)
- Justice League Heroes (2006)
- Marc Eckō's Getting Up: Contents Under Pressure (2006)
- Il Signore degli Anelli: La battaglia per la Terra di Mezzo 2 (2006)
- Neopets: Petpet Adventures: The Wand of Wishing (2006)
- Guild Wars Factions (2006)
- La gang del bosco (2006)
- Pirati dei Caraibi: La Leggenda di Jack Sparrow (2006)
- Ninety-Nine Nights (2006)
- Zatch Bell! Mamodo Fury (2006)
- Baten Kaitos Origins (2006)
- Just Cause (2006)
- God Hand (2006)
- Destroy All Humans! 2 (2006)
- Microsoft Flight Simulator X (2006)
- Flushed Away (2006)
- Marvel: La Grande Alleanza (2006)
- Nicktoons: Battle for Volcano Island (2006)
- Gears of War (2006)
- Happy Feet (2006)
- Resistance: Fall of Man (2006)
- Scooby-Doo! Who's Watching Who? (2006)
- Naruto: Uzumaki Chronicles (2007)
- Pirati dei Caraibi - Ai confini del mondo (2007)
- World of Warcraft: The Burning Crusade (2007)
- Rogue Galaxy (2007)
- Ghost Rider (2007)
- Virtua Fighter 5 (2007)
- 300 in marcia per la gloria (2007)
- Tom Clancy's Ghost Recon Advanced Warfighter 2 (2007)
- Fantastic Four: Rise of the Silver Surfer (videogioco) (2007)
- God of War II (2007)
- The Darkness (2007)
- Transformers: The Game (2007)
- BioShock (2007)
- Jeanne d'Arc (2007)
- Blue Dragon (2007)
- Guild Wars: Eye of the North (2007)
- Lair (2007)
- Halo 3 (2007)
- Spider-Man: Amici o nemici (2007)
- Ben 10: Protector of Earth (2007)
- Assassin's Creed (2007)
- Uncharted: Drake's Fortune (2007)
- Unreal Tournament 3 (2007)
- Mass Effect (2007)
- La bussola d'oro (2007)
- Universe at War: Earth Assault (2007)
- Speed Racer: The Videogame (2008)
- No More Heroes (2008)
- Pursuit Force: Extreme Justice (2008)
- Lost Odyssey (2008)
- God of War: Chains of Olympus (2008)
- Iron Man (2008)
- Kung Fu Panda (2008)
- Ninja Gaiden 2 (2008)
- L'incredibile Hulk (2008)
- Metal Gear Solid 4: Guns of the Patriots (2008)
- Saints Row 2 (2008)
- Spider-Man: Il regno delle ombre (2008)
- Call of Duty: World at War (2008)
- Valkyria Chronicles (2008)
- Gears of War 2 (2008)
- Batman: Arkham Asylum (2009)
- Assassin's Creed II (2009)
- Left 4 Dead 2 (2009)
- Darksiders (2010)
- Dark Void (2010)
- Mass Effect 2 (2010)
- God of War III (2010)
- Alpha Protocol (2010)
- Valkyria Chronicles II (2010)
- Vanquish (2010)
- Call of Duty: Black Ops (2010)
- Assassin's Creed: Brotherhood (2010)
- Gears of War 3 - Damon Baird (2011)
- Batman: Arkham City (2011)
- Mass Effect 3 (2012)
- Kingdom Hearts 3D: Dream Drop Distance (2012)
- Diablo III (2012)
- Guild Wars 2 (2012)
- Call of Duty: Black Ops II (2012)
- Gears of War: Judgment (2013)
- Injustice: Gods Among Us (2013)
- Fuse (2013)
- Deadpool (2013)
- Ratchet & Clank: Nexus (2013)
- The Bureau: XCOM Declassified (2013)
- Sunset Overdrive (2013)
- Dota 2 (2013)
- The Elder Scrolls Online (2014)
- The Sims 4 (2014)
- Code Name: S.T.E.A.M. (2015)
- Battlefield Hardline (2015)
- Mortal Kombat X (2015)
- Call of Duty: Black Ops III (2015)
- Lego Marvel Avengers (2016)
- Naruto Shippuden: Ultimate Ninja Storm 4 (2016)
- Ratchet & Clank (2016)
- Teenage Mutant Ninja Turtles: Mutanti a Manhattan (2016)
- Overwatch (2016)
- Mighty No. 9 (2016)
- Gears of War 4 (2016)
- World of Final Fantasy (2016)
- Titanfall 2 (2016)
- Final Fantasy XV (2016)
- Injustice 2 (2017)
- Crash Bandicoot: N. Sane Trilogy (2017)
- Minecraft: Story Mode Season Two (2017)
- Marvel vs. Capcom: Infinite (2017)
- La Terra di Mezzo: L'ombra della guerra (2017)
- Wolfenstein II: The New Colossus (2017)
- Fortnite (2017)
- Call of Duty: Black Ops IIII (2018)
- LEGO DC Super-Villains (2018)
- Darksiders III (2018)
- Spider-Man (2018)
- Spyro Reignited Trilogy (2018)
- Sekiro: Shadows Die Twice (2019)
- Judgement (2019)
- Bloodstained: Ritual of the Night (2019)
- Marvel: La Grande Alleanza 3: L'Ordine Nero (2019)
- Crash Team Racing Nitro-Fueled (2019)
- Gears 5 (2019)
- Death Stranding (2019)
- Final Fantasy VII Remake (2020)
- Crash Bandicoot 4: It's About Time (2020)
- Spider-Man: Miles Morales (2020)
- Bugsnax (2020)
- Yakuza 0: Director's Cut (2025)
- Doom: The Dark Ages (2025)

## Doppiatori italiani
Da doppiatore è stato sostituito da:
- Oliviero Cappellini in Gears of War, Gears of War 2, Gears of Wars 3, Gears of War 4, Gears 5
- Alessandro Ballico in Ultimate Avengers, Ultimate Avengers 2, Gli eroi del Natale (Locandiere), Invincible (Killcannon), Arcane
- Renzo Ferrini in Spider-Man, LEGO DC Super Villains (Solomon Grundy), Spider-Man: Miles Morales
- Alessandro Rossi in Come d'incanto, Kung Fu Panda 2
- Gualtiero Scola in Call of Duty: Black Ops III, Call of Duty: Black Ops IIII
- Roberto Draghetti in Overwatch, Batman: Hush
- Luciano Roffi in American Dad!
- Luca Ward in Team America: World Police
- Massimo Lodolo in TMNT
- Stefano Billi in Ben 10 (Cannonbolt)
- Mauro Magliozzi in Madagascar 2 (Teetsi)
- Fabrizio Odetto in Madagascar 2 (Bracconiere #1)
- Andrea Lavagnino in Ben 10 (Ripjaws)
- Dario Oppido in Assassin's Creed: Brotherhood
- Natale Ciravolo in Starhawk
- Simone Mori in Garfield a zampa libera
- Paolo Marchese in 9
- Antonello Governale in Battlefield Hardline
- Achille D'Aniello in Knack
- Francesco De Francesco in Frozen - Il regno di ghiaccio
- Fabrizio Pucci ne Gli eroi del Natale (Baldassarre)
- Pierluigi Astore in Knack
- Gianluca Machelli in DuckTales
- Giulio Pierotti in DuckTales (Terrifermino rosso)
- Massimiliano Alto in DuckTales (Ligeia)
- Roberto Pedicini in Space Jam: New Legends
- Emilio La Vella in Invincible (Adam)
- Michele Botrugno in DuckTales (Cariddi)
- Marco Balzarotti in Starcraft II - Legacy of the Void
- Tony Fuochi in Destiny 2
- Teo Bellia in X-Files
- Luca Ghignone in Injustice 2 (Bane)
- Marco Pagani in Injustice 2 (Swamp Thing)
- Luca Sandri in LEGO DC Super Villains (Black Adam)
- Massimiliano Lotti in LEGO DC Super Villains (Clayface)
- Daniele Valenti in Blood of Zeus
- Osmar Santucho in Dimension of Heroes
- Luigi Ferraro in Luck (Quinn)
- Pietro Ramacciato in Luck (Fred)
- Alberto Angrisano in Star Wars: Skeleton Crew
- Carlo Petruccetti in Lego Marvel Avengers: Mission Demolition
- Alessandro Fattori in Batman: Arkham Shadow [1]
- Oliviero Corbetta in Sunset Overdrive [2]
- Mario Zucca in Doom: The Dark Ages [3]